# Sampalan Klod
Sampalan Klod is een bestuurslaag in het regentschap Klungkung van de provincie Bali, Indonesië. Sampalan Klod telt 2443 inwoners (volkstelling 2010).